# Чарлс Басет (астронаут)
Чарлс Артур „Чарли” Басет II (енгл. Charles Arthur "Charlie" Bassett II; Дејтон, 30. децембар 1931 — Сент Луис, 28. фебруар 1966) био је амерички пилот, инжењер, астронаут. Изабран је за астронаута 1963. године.

## Биографија
Пре него што је изабран за астронаута, летео је као борбени пилот у Америчком ратном ваздухопловству. Летео је на F-86 Сејбровима. Службовао је у Кореји, али тек по завршетку Корејског рата. Крајем педесетих година, под окриљем Технолошког института Ратног ваздухопловства САД враћа се на студије и две године касније дипломира. Тада бива прекомандован у елитну школу пробних пилота при Ваздухопловству у ваздухопловној бази Едвардс, Калифорнија, коју успешно завршава и постаје опитни пилот. У том својству га је затекла регрутација у астронаутски корпус НАСА 1963.
Басет је изабран за пилота мисије Џемини 9. Командант на том лету био му је Елиот Си. Џемини 9 је требало да буде лансиран 1966. године. Међутим, 28. фебруара 1966. Басет и Си гину у паду авиона Т-38А. Елиот Си је био за командама. Као узрок пада, надлежна комисија означила је лошу видљивост, уз грешку пилота. Игром судбине, Си и Басет су се срушили поред зграде у којој се налазила летелица којом је требало да обаве свој лет у свемир. Њихова имена су се нашла на плакети Пали астронаут коју су астронаути Апола 15 оставили на Месечевој површини 1971. године у знак сећања на колеге који су положили своје животе у име освајања космичких пространстава. Доналд Слејтон, директор летачких операција НАСА, имао је намеру да Басета постави на место пилота командног модула мисије Аполо 8. Како је то место припало због Басетове смрти Џиму Лавелу, сасвим је извесно да би Басет, да је био жив, врло извесно био у комбинацији за лет на Месец.
Током каријере забележио је преко 3.600 часова лета, од чега преко 2.900 на млазњацима.
Средњу школу је завршио у градићу Берија, 1950. године. Студирао је на Државном универзитету Охаја, да би две године касније приступио Ратном ваздухопловству САД, где пролази пилотску обуку и службује као борбени пилот. Дипломирао је електротехнику на Тексашком технолошком универзитету 1960. године. Постдипломске студије похађао је на Универзитету Јужне Калифорније. Басет је у младости био члан Младих извиђача САД и имао је други по реду чин, Life Scout.
У тренутку смрти имао је 34 године и чин мајора Ратног ваздухопловства САД. Био је ожењен и имао двоје деце. Басет и Си су сахрањени уз војне почасти на Националном гробљу Арлингтон. Дан уочи сахрана одржана је комеморација погинулим астронаутима, током које су колеге астронаути Џим Лавел и Џејмс Макдивит, уз пилота Џера Коба летели у формацији изгубљеног човека Басету у част, док су исто у Сијеву част летели астронаути Баз Олдрин, Вилијам Андерс и Волтер Канингем.

## Галерија
- Чарли Басет са класићима. Едвард Гивенс чучи први слева, Џо Енгл стоји први здесна, док је Мајкл Колинс на крају, здесна. 1962. године
- Чарли Басет (трећи слева, доле) са колегама, 1963. године
- Чарли Басет (други здесна, стоји) током обуке преживљавања са остатком селекције, 1964. године
- Чарли Басет у Џемини оделу, 1966. године
- Елиот Си и Чарли Басет, месец дана уочи погибије, 1966. године
- Име Чарлија Басета (први одозго) на плакети уз фигурицу Палог астронаута на Месецу
- Басетово и Сијево име на Свемирском меморијалном огледалу
- Басетов потпис